# Camille Gaspard
Pour les articles homonymes, voir Gaspard.
 (mars 2023).
La mise en forme du texte ne suit pas les recommandations de Wikipédia : il faut le « wikifier ».
Les points d'amélioration suivants sont les cas les plus fréquents. Le détail des points à revoir est peut-être précisé sur la page de discussion.
- Les titres sont pré-formatés par le logiciel. Ils ne sont ni en capitales, ni en gras.
- Le texte ne doit pas être écrit en capitales (les noms de famille non plus), ni en gras, ni en italique, ni en « petit »…
- Le gras n'est utilisé que pour surligner le titre de l'article dans l'introduction, une seule fois.
- L'italique est rarement utilisé : mots en langue étrangère, titres d'œuvres, noms de bateaux, etc.
- Les citations ne sont pas en italique mais en corps de texte normal. Elles sont entourées par des guillemets français : « et ».
- Les listes à puces sont à éviter, des paragraphes rédigés étant largement préférés. Les tableaux sont à réserver à la présentation de données structurées (résultats, etc.).
- Les appels de note de bas de page (petits chiffres en exposant, introduits par l'outil «  Source ») sont à placer entre la fin de phrase et le point final[comme ça].
- Les liens internes (vers d'autres articles de Wikipédia) sont à choisir avec parcimonie. Créez des liens vers des articles approfondissant le sujet. Les termes génériques sans rapport avec le sujet sont à éviter, ainsi que les répétitions de liens vers un même terme.
- Les liens externes sont à placer uniquement dans une section « Liens externes », à la fin de l'article. Ces liens sont à choisir avec parcimonie suivant les règles définies. Si un lien sert de source à l'article, son insertion dans le texte est à faire par les notes de bas de page.
- La présentation des références doit suivre les conventions bibliographiques. Il est recommandé d'utiliser les modèles {{Ouvrage}}, {{Chapitre}}, {{Article}}, {{Lien web}} et/ou {{Bibliographie}}. Le mode d'édition visuel peut mettre en forme automatiquement les références.
- Insérer une infobox (cadre d'informations à droite) n'est pas obligatoire pour parachever la mise en page.

Pour une aide détaillée, merci de consulter Aide:Wikification.
Si vous pensez que ces points ont été résolus, vous pouvez retirer ce bandeau et améliorer la mise en forme d'un autre article.
Camille Gaspard est né à Derômont le 24 février 1917 et il est mort le 23 mai 1990. Il est d'abord fermier, puis représentant pour les machines de fermes.

## Œuvre en wallon
C'était un écrivain wallon de Stavelot, qui a vécu pendant longtemps à Wanne. Il a écrit des pièces de théâtre en wallon (souvent en alexandrins), beaucoup de petits morceaux de chansons, ainsi que de nombreux paskeyes (chansons satiriques en wallon ou en picard).
Ses chansons sont mises en musique par Arsène Collin.
Il est surtout connu pour ses chansons, qu'on trouvait dans les petites gazettes. L'une d'elles, Vive nosse Walonreye (Vive notre Wallonie), peut être considérée comme l'hymne national des Hautes Ardennes.
Camile Gaspard a commencé à écrire dans les années 1930, et il écrivit sans cesse jusqu'à sa mort.

## Examen et publication de ses œuvres
Les textes de Camile Gaspard ont été examinés par François Duysinx, à partir des écrits trouvés par Jean-Philippe Legrand, son petit-fils.
Les thèmes de Camile Gaspard sont classiques mais la grammaire est correcte et il ne fait pas de francicismes.
Toutes ses œuvres, dont sa biographie, ont été publiées par Jean-Philippe Legrand en 2017.

## Les pièces de théâtre en wallon de Camille Gaspard
- Halpate et Carapate (1957)
- Li rond d' ôr (1959) (comédie en trois actes).
- Pirontchamp (1961) (comédie en trois actes et en alexandrins).
- Li dringuele (tragicomédie).
- Fefene court les voyes.
- Årtike 10 (comédie en un acte avec des chansons).
- Florijean.

## Liste des textes de Camille Gaspard

### A-D
- A stok
- Â vî cruç'fi
- Alè Hay'
- Amoureûse
- Bèle amitié
- Bèle Marèye
- Bourtèdje
- C'est dès canayes, fré Collard!
- C'èst l'dolar
- C'èst l'prétimps qui tchante
- C'èst mi qu'a l'pus bèle
- C'è-st-on valèt!
- Complinte d'on couyon
- Complinte d'on roûvyisse
- Complinte so lès clokes
- Côp d'huflet
- Cwand dj'ârè l'million
- Cwand tos nos prisonniers revinront
- Dj’a do bon cafè
- Dj'a l'moto!
- Dji tchante por vos
- Dju m'va 'nnè raler d'min
- Dju n'brankèle dè mî
- Dju sé qu'lès omes sont toursiveûs
- Dju so buzé
- Doucès k'pagni

### E-K
- E l'leune
- Eles ralonguihèt !…
- Elle a l'bèguin por ti
- Fifine
- Frauder (paskeye sur la guerre)
- Fré d'lidje
- Grand-pére èt p'tite fèye
- Grands-omes
- Houte, ouveûre… tchante!
- I fât tchanter
- I gn-a toudi sôre ou l'ôte ki n'va nin
- In  n'mu plait nin d'aler pus reûd
- Inte du nos-ôtes
- Jeunesse (P)
- Ké marièdje!

### L-M
- La petite noblesse sartoise
- L'émancipation dul'fème
- Lès deûs curés
- Lès deûs patrouyeûs
- Lès deûx dramatiqueûs
- Lès deux vîs
- Lès djoyeûs clicotîs
- Lès flaminds d'so lès hés
- Lès flaminds musikeus
- Lès macrales
- Lès prih'nîs (pièce)
- Lès ptits progrès
- Les silos
- Lès simpès djins
- Les treûs côs vingt ans
- Lès-omes
- Li payzan d'tileû
- Li ptit sôdar
- Li tchant dè tchampète
- Li tchant dès troubadoûr
- Louk'
- Lu fâve da djîles
- Lu goûrdjon ?
- Lu p'tite djoyeûse
- Lu seûl cô k'dj'a ploré
- Lu sint-Nicolê Tirolyin
- Lu tchant d'Belvâ
- Lu tchant dès Wihots
- Lu tchant d'l'amicale
- Marèye Clapète
- Mi ome en vantrin (Interprétation à la télévision sur la chaîne waloncåzante)
- Moisson
- Mu p'tit Viyèdje

### N-R
- Nos deus
- Noyé Bondjoû wvèzène
- Noyé dès Ardenès
- Noyé Evandjîle dul'nut'
- Noyé fièsse d'amoûr
- Noyé fiesse doûce
- Noyé l'èfant Dju èst v'nî â monde
- Noyé lihèdje do lîve d'Izayîe
- Noyé lihèdje dul deûzîme lète
- Noyé nut'e d'espérance
- Noyé po l'djou d'ouy
- Noyé, tchantans Noyé
- Noyé, vègne tant d'amoûr
- On pind l'Crama
- On p'tit air d'armonica
- On r'tour du fièsse
- Paskèye à Joseph Sépult
- Paskèye à Jules Bahim (1935)
- Paskèye à Jules Bahim (1945)
- Paskèye à M. L'abbé Sevrin
- Paskèye à M. l'curé dul Haleûs
- Paskèye po l’marièdje da Simone èt Maurice
- Pasquèye so les bâcèles
- Payis d'Lîdje
- Pèneus'té
- Petits
- Pice-crosse (Paroles; Chanson en vidéo)
- Pitit Mamé
- Pititès fleûrs du prétimps
- Plin d'mèhins
- Po les djins du'm payis
- Po r’pârler lès-omes
- Po ravizer lès-omes
- Pocwè n'av'nin v'ni
- Pout-on creûre…
- P'tis oûhès, s’vos èstiz dès-omes
- Quand c'est qu' tu mèts ton beau vantrin
- Rîmê po l'meû d'avri 89
- Rin d'tél po s'mète so ton!
- Ruv'ni

### S-Z
- Si j'avais la chance (P)
- Solo
- Solo d'nosse walonn'rèye
- Sone èt sone, timpèsse…
- Sourire (P)
- Sov'nance du qwand j'esteû ptit
- St Nicolè Tyrolien
- Tchanson so lès tchansons
- Tchante valèt
- Ton sourire
- Tyroliène d'amour
- Tyroliène d'Ardène
- Tyroliène dè râskignoû (chant du rossignol philomèle)
- Tyro-Tyrolienne
- Valsans
- Vîgreûs payizan
- Vigreûse Ardène
- Vive lès Wihots!
- Vîve lu djôye
- Vive nosse Walon'rèye
- Vola l'martchand
- Wice l'a-dj'mètou
- Wice va-t-i